# Microtus irani
Персијска волухарица (Microtus irani) је сисар из реда глодара и породице хрчкова (лат. Cricetidae).

## Распрострањење
Иран је једино познато природно станиште врсте.

## Станиште
Врста Microtus irani има станиште на копну.

## Угроженост
Подаци о распрострањености ове врсте су недовољни.

### Популациони тренд
Популациони тренд је за ову врсту непознат.